# Interstate 86 (est)
Pour les articles homonymes, voir I86 et Route 86.
L'Interstate 86 (I-86) est une autoroute de 223,39 miles (359,51 km) au nord-ouest de la Pennsylvanie et du sud de l'État de New York. L'autoroute est composée de deux segments : le plus long débute à l'échangeur avec l'I-90 à l'est d'Érié, Pennsylvanie et se termine à Waverly, à la frontière avec la Pennsylvanie. Le deuxième segment débute à l'I-81, à l'est de Binghamton jusqu'à la NY 79 à Windsor. À terme, lorsque la NY 17 aura été améliorée aux standards autoroutiers, l'I-86 s'étendra de l'I-90 près d'Érié jusqu'à l'I-87 à Woodbury.
L'I-86 ne parcourt que 6,99 miles (11,25 km) en Pennsylvanie et 216,4 miles (348,26 km) dans l'État de New York. Une très courte section d'environ 1,5 mile (2,4 km) de l'I-86 entre à nouveau en Pennsylvanie aux alentours de Waverly (New York) et South Waverly (Pennsylvanie).

## Description du tracé
|       | mi     | km     |
| ----- | ------ | ------ |
| PA    | 6,99   | 11,25  |
| NY    | 216,40 | 348,26 |
| Total | 223,39 | 359,51 |

### Pennsylvanie à Olean

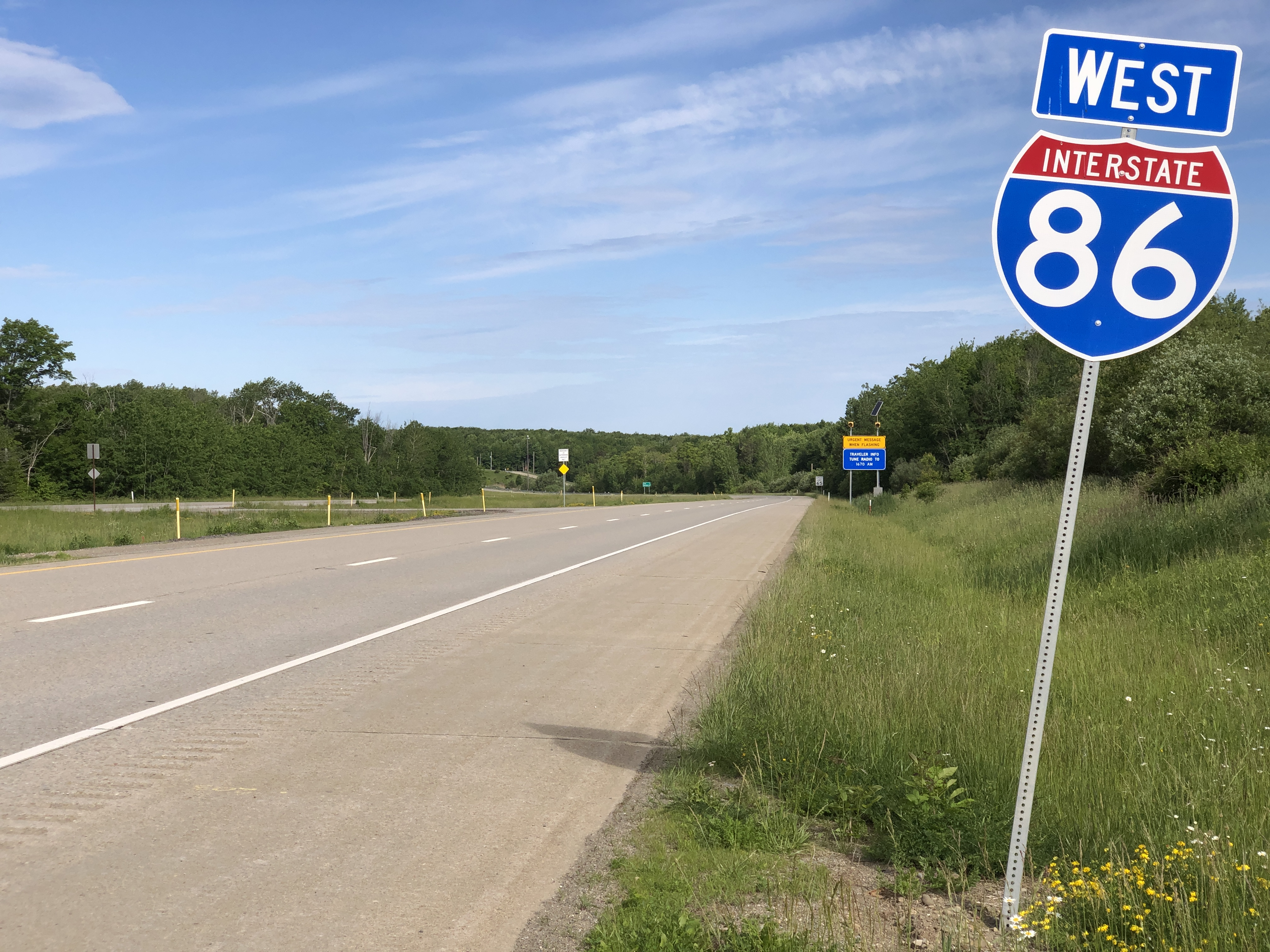
I-86 ouest à Greenfield Township, PA

L'I-86 débute à un échangeur avec l'I-90 dans le nord-ouest de la Pennsylvanie. Elle se dirige vers le sud-est et croise la PA 89. Elle bifurque quelque peu vers l'est et entre dans l'État de New York, où elle forme un multiplex avec la NY 17. L'autoroute suit généralement un alignement ouest–est à travers le sud-ouest du comté de Chautauqua. Elle dessert les localités de Findley Lake et de Sherman.

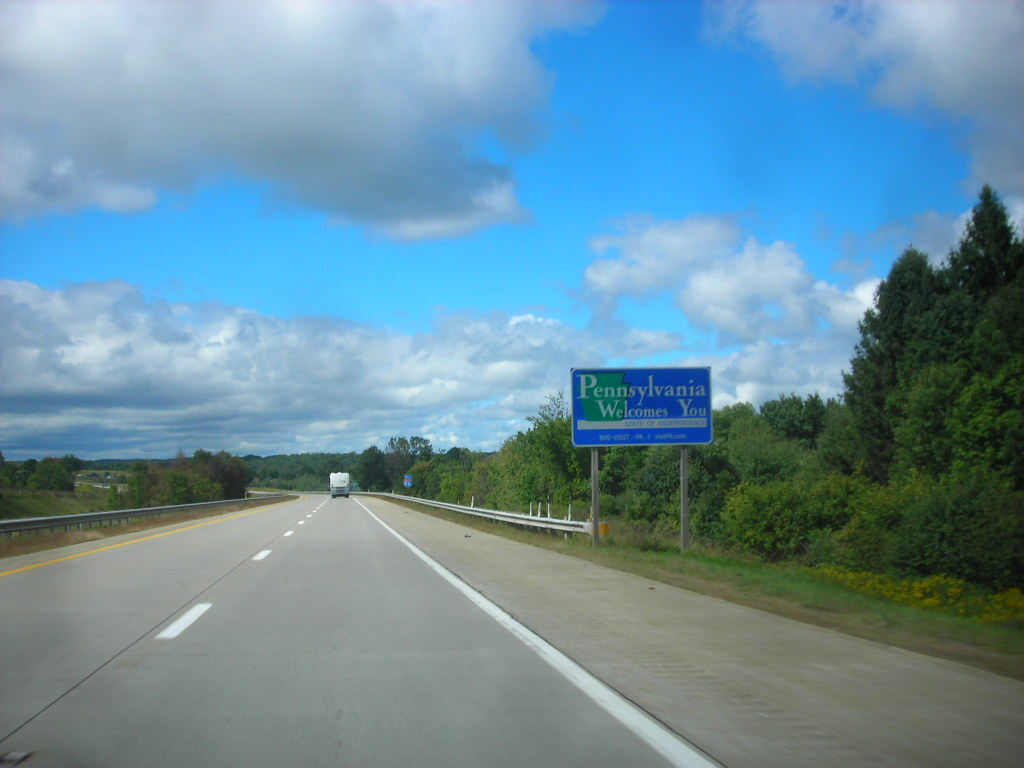
Entrée en Pennsylvanie sur l'I-86 ouest

Après avoir traversé le lac Chautauqua, l'I-86 atteint une plus vieille section près de Bemus Point. Elle longe ensuite le tracé de l'ancienne NY 17 sur la rive nord-est du Lac Chautauqua. Entre Jamestown et Salamanca, l'ancienne NY 17 et l'I-86 sont parallèles. L'autoroute croise les communautés de Randolph et de Salamanca sur son trajet. À Salamanca, l'autoroute bifurque vers le sud-est pour atteindre Olean.

### Olean à Waverly
À Olean, l'I-86 change de trajectoire et se dirige au nord-est. Elle suit cette direction jusqu'à Avoca, après avoir passé par Cuba, Friendship, Angelica et North Hornell. À Avoca, l'I-86 croise l'I-390 et bifurque vers le sud-est. Elle suit cette orientation jusqu'à South Corning, où elle tournera vers l'est. L'I-86 longe quelque peu la rivière Chemung et continue son trajet jusqu'à Elmira. Elle contourne la ville par le nord et par l'est.

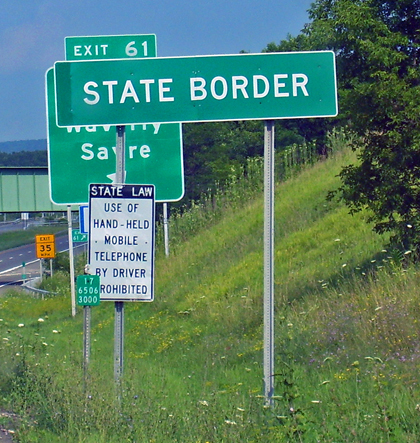
Panneau marquant la frontière après la brève incursion en Pennsylvanie

Après avoir croisé la NY 13, l'I-86 bifurque et se dirige plein sud en longeant et traversant à quelques reprises la rivière Chemung. Alors qu'elle arrive à Chemung, l'autoroute bifurque alors vers l'est et frôle la frontière avec la Pennsylvanie. La sortie suivante est partiellement en Pennsylvanie et partiellement dans l'État de New York. L'autoroute fera une brève incursion à South Waverly, du côté de la Pennsylvanie. Une sortie s'y trouve. En entrant à nouveau dans l'État de New York, la sortie suivante est également dans les deux États. Le segment principal de l'I-86 prend fin immédiatement après cette sortie. La route se poursuit comme la NY 17. Le segment ne compte plus d'intersections à niveau, mais des aménagements doivent être faits afin de répondre aux standards autoroutiers.

### Johnson City à Windsor
À Johnson City, à l'ouest de Binghamton, l'I-86 reprend. Elle rencontre l'I-81 et forme un multiplex avec celle-ci sur quelques miles. À l'est de Binghamton, l'I-86 se détache de l'I-81 et poursuit son tracé vers l'est. Elle se termine à Windsor. au-delà du terminus est actuel, la NY 17 poursuit le trajet. Lorsque cette dernière aura été mise aux normes, l'I-86 pourra poursuivre vers l'est.

## Liste des sorties
La Pennsylvanie utilise des numéros de sortie basés sur la distance alors que l'État de New York utilise des numéros séquentiels.
| Interstate 86                                                                                            |                             |        |        |                                                                                              |                                                                                              | |
| Comté | Municipalité                | mi     | km     | Sortie                                                                                       | Intersections / Destinations                                                                 | Notes                                                                                                   |
| Érié, PA                                                                                                 | Greenfield Township         | 0,00   | 0,00   | 1                                                                                            | I-90 – Érié, Buffalo                                                                         | Indiqué sortie 1A (ouest) et 1B (est); sortie 37 de l'I-90                                              |
| Érié, PA                                                                                                 | Greenfield Township         | 3,73   | 6,00   | 3                                                                                            | PA 89 (en) – Wattsburg, North East                                                           | |
| |                             | 7,00   | 11,27  | Frontière entre l'État de New York et la Pennsylvanie Terminus ouest du multiplex avec NY 17 | Frontière entre l'État de New York et la Pennsylvanie Terminus ouest du multiplex avec NY 17 | Frontière entre l'État de New York et la Pennsylvanie Terminus ouest du multiplex avec NY 17            |
| 0,00 | 0,00                        |        |        | Frontière entre l'État de New York et la Pennsylvanie Terminus ouest du multiplex avec NY 17 | Frontière entre l'État de New York et la Pennsylvanie Terminus ouest du multiplex avec NY 17 | Frontière entre l'État de New York et la Pennsylvanie Terminus ouest du multiplex avec NY 17            |
| Chautauqua, NY                                                                                           | Mina                        | 1,07   | 1,72   | 4                                                                                            | NY 426 (en) – Findley Lake                                                                   | |
| Chautauqua, NY                                                                                           | Sherman                     | 9,22   | 14,84  | 6                                                                                            | NY 76 (en) – Findley Lake                                                                    | |
| Chautauqua, NY                                                                                           | North Harmony               | 15,42  | 24,82  | 7                                                                                            | Panama, Chautauqua Institution                                                               | |
| Chautauqua, NY                                                                                           | North Harmony               | 18,93  | 30,46  | 8                                                                                            | NY 394 (en) – Mayville, Lakewood                                                             | |
| Chautauqua, NY                                                                                           | Limite North Harmony–Ellery | 19,59  | 31,53  | Lac Chautauqua Chautauqua County Veterans Memorial Bridge                                    | Lac Chautauqua Chautauqua County Veterans Memorial Bridge                                    | Lac Chautauqua Chautauqua County Veterans Memorial Bridge                                               |
| Chautauqua, NY                                                                                           | Ellery                      | 20,29  | 32,65  | 9                                                                                            | NY 430 (en) est – Bemus Point                                                                | Sortie direction est, entrée direction ouest                                                            |
| Chautauqua, NY                                                                                           | Ellery                      | 20,36  | 32,77  | 10                                                                                           | Vers NY 430 (en) est – Bemus Point, Long Point State Park, Midway State Park                 | |
| Chautauqua, NY                                                                                           | Ellicott                    | 26,31  | 42,34  | 11                                                                                           | Strunk Road                                                                                  | |
| Chautauqua, NY                                                                                           | Ellicott                    | 28,09  | 45,21  | 12                                                                                           | NY 60 (en) – Jamestown                                                                       | |
| Chautauqua, NY                                                                                           | Ellicott                    | 30,79  | 49,55  | 13                                                                                           | NY 394 (en) – Falconer                                                                       | |
| Chautauqua, NY                                                                                           | Poland                      | 36,04  | 58,00  | 14                                                                                           | US 62 – Kennedy, Warren                                                                      | |
| Cattaraugus, NY                                                                                          | Randolph                    | 39,43  | 63,46  | 15                                                                                           | School House Road                                                                            | |
| Cattaraugus, NY                                                                                          | Randolph                    | 41,48  | 66,76  | 16                                                                                           | West Main Street – Randolph, Gowanda                                                         | |
| Cattaraugus, NY                                                                                          | Coldspring                  | 47,98  | 77,22  | 17                                                                                           | NY 394 (en) – Steamburg, Onoville                                                            | |
| Cattaraugus, NY                                                                                          | Coldspring                  | 50,02  | 80,50  | Réservoir Allegheny                                                                          | Réservoir Allegheny                                                                          | Réservoir Allegheny                                                                                     |
| Cattaraugus, NY                                                                                          | Coldspring                  | 50,73  | 81,64  | 18                                                                                           | NY 280 (en) – Allegany State Park, Quaker Run Area                                           | |
| Cattaraugus, NY                                                                                          | Red House                   | 54,56  | 87,81  | 19                                                                                           | Allegany State Park, région de Red House                                                     | |
| Cattaraugus, NY                                                                                          | Salamanca                   | 58,26  | 93,76  | 20                                                                                           | NY 417 (en) vers NY 353 (en) – Salamanca                                                     | |
| Cattaraugus, NY                                                                                          | Salamanca                   | 60,58  | 97,49  | 21                                                                                           | US 219 nord (Parkway Drive) – Salamanca                                                      | Terminus ouest du multiplex avec US 219                                                                 |
| Cattaraugus, NY                                                                                          | Carrollton                  | 67,67  | 108,90 | 23                                                                                           | US 219 sud – Limestone, Bradford                                                             | Terminus est du multiplex avec US 219                                                                   |
| Cattaraugus, NY                                                                                          | Carrollton                  | 68,26  | 109,85 | Rivière Allegheny                                                                            | Rivière Allegheny                                                                            | Rivière Allegheny                                                                                       |
| Cattaraugus, NY                                                                                          | Allegany                    | 74,22  | 119,45 | 24                                                                                           | Vers NY 417 (en) – Allegany, Université Saint-Bonaventure                                    | |
| Cattaraugus, NY                                                                                          | Olean                       | 77,45  | 124,64 | 25                                                                                           | Buffalo Street – Olean                                                                       | |
| Cattaraugus, NY                                                                                          | Olean                       | 78,94  | 127,04 | 26                                                                                           | NY 16 (en) – Olean                                                                           | |
| Cattaraugus, NY                                                                                          | Hinsdale                    | 84,86  | 136,57 | 27                                                                                           | NY 16 (en) vers NY 446 (en) – Hinsdale                                                       | |
| Allegany, NY                                                                                             | Cuba                        | 91,52  | 147,29 | 28                                                                                           | NY 305 (en) – Cuba                                                                           | |
| Allegany, NY                                                                                             | Friendship                  | 98,89  | 159,15 | 29                                                                                           | NY 275 (en) – Friendship, Bolivar                                                            | |
| Allegany, NY                                                                                             | Amity                       | 104,60 | 168,34 | 30                                                                                           | NY 19 (en) – Belmont, Wellsville                                                             | |
| Allegany, NY                                                                                             | Angelica                    | 108,70 | 174,94 | 31                                                                                           | Angelica                                                                                     | |
| Allegany, NY                                                                                             | West Almond                 | 115,92 | 186,56 | 32                                                                                           | CR 2 – West Almond                                                                           | |
| Allegany, NY                                                                                             | Almond                      | 123,65 | 199,00 | 33                                                                                           | Vers NY 21 (en) – Almond, Andover                                                            | |
| Steuben, NY                                                                                              | Hornellsville               | 128,10 | 206,16 | Rivière Canisteo                                                                             | Rivière Canisteo                                                                             | Rivière Canisteo                                                                                        |
| Steuben, NY                                                                                              | Hornellsville               | 128,35 | 206,56 | 34                                                                                           | NY 36 (en) – Hornell, Arkport                                                                | Indiqué sortie 34A (sud) et 34B (nord)                                                                  |
| Steuben, NY                                                                                              | Howard                      | 138,01 | 222,11 | 35                                                                                           | CR 70 – Howard                                                                               | |
| Steuben, NY                                                                                              | Avoca                       | 145,10 | 233,52 | 36                                                                                           | I-390 nord – Buffalo, Rochester                                                              | Numéro de sortie en direction est seulement; Buffalo indiqué en direction ouest seulement               |
| Steuben, NY                                                                                              | Bath                        | 146,35 | 235,53 | 37                                                                                           | NY 53 (en) – Kanona, Prattsburgh                                                             | |
| Steuben, NY                                                                                              | Village de Bath             | 149,54 | 240,66 | 38                                                                                           | NY 54 (en) – Bath, Hammondsport                                                              | |
| Steuben, NY                                                                                              | Bath                        | 152,72 | 245,78 | 39                                                                                           | Vers NY 415 (en) – Bath                                                                      | |
| Steuben, NY                                                                                              | Savona                      | 156,48 | 251,83 | 40                                                                                           | NY 226 (en) – Savona                                                                         | |
| Steuben, NY                                                                                              | Campbell                    | 161,23 | 259,47 | 41                                                                                           | CR 333 – Campbell                                                                            | |
| Steuben, NY                                                                                              | Campbell                    | 164,60 | 264,90 | 42                                                                                           | CR 26 – Coopers Plains                                                                       | |
| Steuben, NY                                                                                              | Erwin                       | 167,56 | 269,66 | 43                                                                                           | NY 415 (en) – Painted Post                                                                   | |
| Steuben, NY                                                                                              | Erwin                       | 168,65 | 271,42 | 44A                                                                                          | I-99 sud / US 15 sud / Robert Dann Drive – Williamsport                                      | Terminus nord de l'I-99 / US 15; sortie 13 de l'I-99                                                    |
| Steuben, NY                                                                                              | Erwin                       | 168,65 | 271,42 | 44B                                                                                          | NY 417 (en) – Painted Post, Gang Mills                                                       | |
| Steuben, NY                                                                                              | Riverside                   | 169,60 | 272,94 | 45                                                                                           | NY 352 (en) – Riverside, Centre-ville de Corning                                             | Sortie direction est, entrée direction ouest                                                            |
| Steuben, NY                                                                                              | Riverside                   | 169,60 | 272,94 | 45                                                                                           | NY 415 (en) – Riverside                                                                      | Sortie direction ouest, entrée direction est                                                            |
| Steuben, NY                                                                                              | Corning                     | 171,55 | 276,08 | 46                                                                                           | NY 414 (en) – Corning, Watkins Glen                                                          | |
| Steuben, NY                                                                                              | Corning                     | 174,19 | 280,33 | 47                                                                                           | NY 352 (en) – Gibson, Corning est                                                            | |
| Steuben, NY                                                                                              | Corning                     | 176,57 | 284,16 | 48                                                                                           | NY 352 (en) – Corning est                                                                    | |
| Chemung, NY                                                                                              | Big Flats                   | 178,84 | 287,82 | 49                                                                                           | Big Flats                                                                                    | |
| Chemung, NY                                                                                              | Big Flats                   | 180,60 | 290,65 | 50                                                                                           | CR 63 (Kahler Road) – Aéroport d'Elmira/Corning                                              | |
| Chemung, NY                                                                                              | Big Flats                   | 182,31 | 293,40 | 51A                                                                                          | Chambers Road – Arnot Mall                                                                   | |
| Chemung, NY                                                                                              | Big Flats                   | 182,31 | 293,40 | 51B                                                                                          | Colonial Drive – Arnot Mall                                                                  | Sortie direction ouest seulement                                                                        |
| Chemung, NY                                                                                              | Village de Horseheads       | 183,91 | 295,97 | 52A                                                                                          | CR 64 ouest (Commerce Center Road)                                                           | Sortie et entrée en direction est                                                                       |
| Chemung, NY                                                                                              | Village de Horseheads       | 183,91 | 295,97 | 52A                                                                                          | NY 14 (en) nord / CR 64 – Watkins Glen                                                       | Sortie et entrée en direction ouest                                                                     |
| Chemung, NY                                                                                              | Village de Horseheads       | 183,91 | 295,97 | 52B                                                                                          | CR 64 est / NY 14 (en) – Elmira Heights, Watkins Glen                                        | Sortie et entrée en direction est                                                                       |
| Chemung, NY                                                                                              | Village de Horseheads       | 183,91 | 295,97 | 52B                                                                                          | NY 14 (en) sud – Elmira Heights                                                              | Sortie direction ouest                                                                                  |
| Chemung, NY                                                                                              | Village de Horseheads       | 185,28 | 298,18 | 53                                                                                           | Horseheads                                                                                   | |
| Chemung, NY                                                                                              | Horseheads                  | 186,04 | 299,40 | 54                                                                                           | NY 13 (en) – Ithaca, Horseheads                                                              | Horseheads indiqué en direction ouest                                                                   |
| Chemung, NY                                                                                              | Elmira                      | 190,20 | 306,16 | 56                                                                                           | NY 352 (en) – Elmira, Jerusalem Hill                                                         | |
| Chemung, NY                                                                                              | Ashland                     | 196,00 | 315,43 | 57                                                                                           | CR 2 / CR 8 / CR 60 – Lowman, Wellsburg                                                      | |
| Chemung, NY                                                                                              | Chemung                     | 197,96 | 318,59 | 58                                                                                           | CR 60 – Lowman                                                                               | |
| Chemung, NY                                                                                              | Chemung                     | 201,24 | 323,86 | 59                                                                                           | NY 427 (en) ouest – Chemung                                                                  | |
| Chemung, NY                                                                                              | Chemung                     | 203,51 | 327,52 | 59A                                                                                          | Wilawana                                                                                     | Rampes en direction est en Pennsylvanie                                                                 |
| Rivière Chemung                                                                                          | Rivière Chemung             | 205,04 | 329,98 | Limite comtés Chemung–Tioga                                                                  | Limite comtés Chemung–Tioga                                                                  | Limite comtés Chemung–Tioga                                                                             |
| |                             | 205,40 | 330,56 | Frontière New York–Pennsylvanie                                                              | Frontière New York–Pennsylvanie                                                              | Frontière New York–Pennsylvanie                                                                         |
| Bradford, PA                                                                                             | South Waverly               | 205,51 | 330,74 | 60                                                                                           | US 220 – Waverly, Sayre                                                                      | |
| |                             | 205,60 | 330,88 | Frontière New York–Pennsylvanie                                                              | Frontière New York–Pennsylvanie                                                              | Frontière New York–Pennsylvanie                                                                         |
| Tronçon manquant de l'I-86; les automobilistes empruntent la NY 17 qui est mise aux normes autoroutières |                             |        |        |                                                                                              |                                                                                              | |
| Broome, NY                                                                                               | Binghamton                  | 244,91 | 394,14 | 72A                                                                                          | I-81 nord vers I-88 est – Syracuse, Albany                                                   | Terminus ouest du multiplex avec I-81; sortie non-numérotée en direction ouest; sortie 4B de l'I-81 sud |
| Broome, NY                                                                                               | Binghamton                  | 245,39 | 394,92 | 4A                                                                                           | NY 7 (en) – Binghamton, Port Dickinson                                                       | |
| Broome, NY                                                                                               | Binghamton                  | 245,78 | 395,54 | 3                                                                                            | Broad Avenue                                                                                 | Sortie direction ouest, entrée direction est                                                            |
| Broome, NY                                                                                               | Kirkwood                    | 249,07 | 400,84 | 3                                                                                            | Vers US 11 – Parc industriel                                                                 | Sortie direction est, entrée direction ouest                                                            |
| Broome, NY                                                                                               | Kirkwood                    | 249,62 | 401,72 | 75                                                                                           | I-81 sud / US 11 – Scranton, Parc industriel                                                 | Terminus est du multiplex avec I-81; pas de numéro en direction est; sortie 2E de l'I-81 nord           |
| Broome, NY                                                                                               | Kirkwood                    | 251,31 | 404,44 | 76                                                                                           | Haskins Road / Foley Road                                                                    | |
| Broome, NY                                                                                               | Windsor                     | 253,00 | 407,16 | 77                                                                                           | Windsor                                                                                      | |
| Broome, NY                                                                                               | Windsor                     | 256,25 | 412,39 | 78                                                                                           | Dunbar Road – Occanum                                                                        | |
| Broome, NY                                                                                               | Windsor                     | 259,64 | 417,85 | 79                                                                                           | NY 79 (en) – Windsor                                                                         | |
| Broome, NY                                                                                               | Windsor                     | 259,64 | 417,85 | —                                                                                            | NY 17 (en) / Future I-86 est – New York                                                      | Terminus est du multiplex avec NY 17                                                                    |
| - Terminus de multiplex - Accès incomplet                                                                |                             |        |        |                                                                                              |                                                                                              | |